# مسييه 86

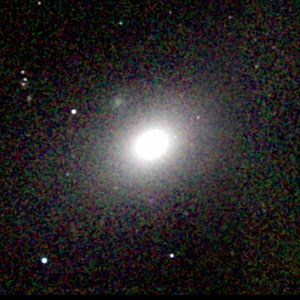

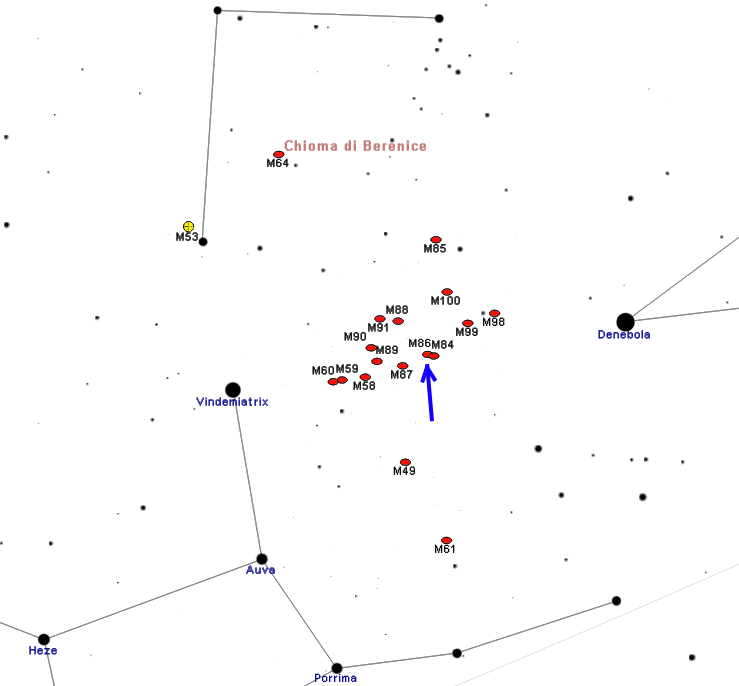
موقع المجرة مسييه 86 بين تجمع مجرات العذراء، ويلاحظ أعلى الشكل بدء تجمع مجرات الهلبة Coma Cluster.

مسييه 86 أو م86 (بالإنجليزية: Messier 86 أو M86 أو NGC 4406) هي مجرة محدبة في هيئة العدسة وتوجد في كوكبة العذراء. اكتشفها شارل مسييه الفرنسي عام 1781 وهي توجد في قلب تجمع مجرات العذراء التي من ضمنها المجرة المحدبة العملاقة  مسييه 84 على بعد نحو 60 مليون سنة ضوئية عنا (بالمقارنة : يبلغ قطر قرص مجرتنا نحو 150 ألف سنة ضوئية.

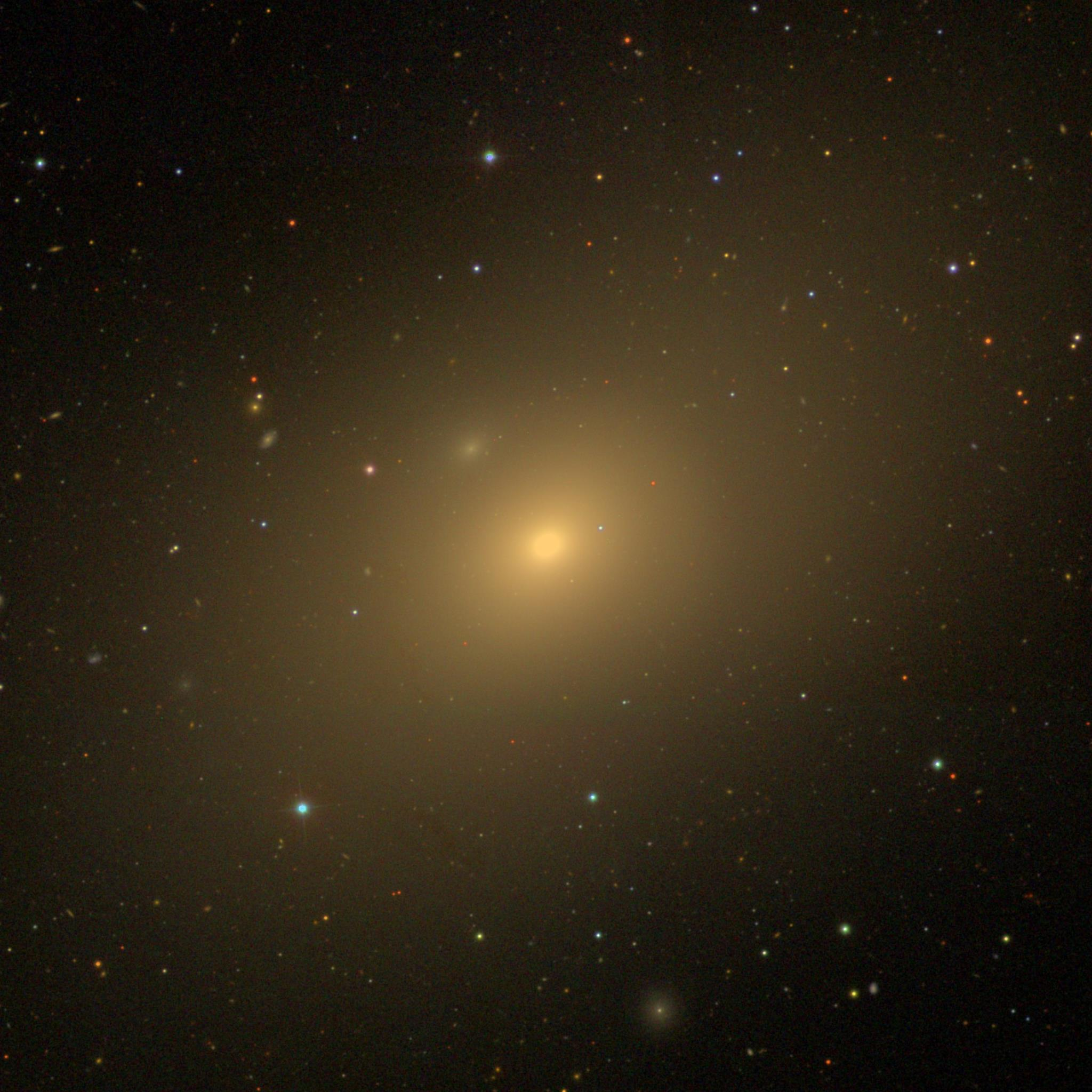
مسييه 86

وتبين المجرة مسييه 86 أكبر انزياح أزرق لجميع ام التي سجلعا شارل مسييه في فهرسه ويبين ذلك الانزياح الأزرق أن تلك المجرة تتجه إلى مجرتنا بسرعة نحو 244 كيلومتر في الثانية، ويعزى ذلك إلى حركتها نحو مركز تجمع مجرات العذراء مما يجعلها تقترب منا نسبيا في نفس الوقت.

## خصائص المجرة مسييه 86
- تبعد عن الأرض : 52 مليون سنة ضوئية
- انزياح نحو الأزرق: -244 كيلومتر في الثانية (الإشارة السالبة تعني أن المجرة تقترب من الأرض).
- درجة اللمعان : 8و9 قدر ظاهري
- الاتساع : 9و8 دقيقة قوسية في 8و5 دقيقة قوسية.

ترجع التسمية NGC 4406 إلى الفهرس العام الجديد وتنتمي تلك المجرة إلى تجمع مجرات العذراء.

## اقرأ أيضا
- مجرة
- مجرة إهليجية
- مجرة حلزونية
- مجرة محدبة
- قزم أبيض
- عملاق أحمر
- نجم
- الانفجار العظيم
- خط زمني للانفجار العظيم
- نجم نيوتروني
- ثقب أسود

## وصلات خارجية
- موقع الكون

1. 1 2 3 4 5 6 7 8 9  مذكور في: سيمباد.
2. 1 2  "Messier 86". اطلع عليه بتاريخ 2018-04-17.
3. ↑  مذكور في: فيزير. لغة العمل أو لغة الاسم: الإنجليزية.
4. ↑  مذكور في: سيمباد. الوصول: 17 أبريل 2018.
5. 1 2  Jennifer K. Adelman-McCarthy (2009). "The SDSS Photometric Catalog, Release 7". VizieR Online Data Catalog: 0.
6. ↑  آر. برينت تولى. "Cosmicflows-3". اطلع عليه بتاريخ 2018-04-17.
7. 1 2  آر. برينت تولى (3 Aug 2016). "Cosmicflows-3". المجلة الفلكية (بالإنجليزية) (2): 50. DOI:10.3847/0004-6256/152/2/50.{{استشهاد بدورية محكمة}}:  صيانة الاستشهاد: دوي مجاني غير معلم (link)
8. ↑  آر. برينت تولى (2015). "Galaxy groups: a 2MASS catalog". المجلة الفلكية ع. 5: 171. DOI:10.1088/0004-6256/149/5/171.
9. ↑  مذكور في: سيمباد. الوصول: 16 ديسمبر 2014.
10. ↑  Armando Gil de Paz (ديسمبر 2007). "The GALEX Ultraviolet Atlas of Nearby Galaxies". The Astrophysical Journal Supplement Series ع. 2: 185–255. DOI:10.1086/516636.
11. ↑  "Subaru spectroscopy of the globular clusters in the Virgo giant elliptical galaxy M86". The Astrophysical Journal Letters (بالإنجليزية): 184. 2012. DOI:10.1088/0004-637X/757/2/184.
12. 1 2 3  Thomas H. Jarrett (Feb 2006). "The Two Micron All Sky Survey (2MASS)". المجلة الفلكية (بالإنجليزية) (2): 1163–1183. DOI:10.1086/498708.
13. ↑  Jacoby, G. H.; Kenney, J. D. P.; Tal, T.; Crowl, H. H.; Feldmeier, J. J. (2005). "Imaging and Spectroscopy of Large Scale H-alpha Filaments in M86". American Astronomical Society Meeting 207, #138.06; Bulletin of the American Astronomical Society. ج. 37: 1392. مؤرشف من الأصل في 2019-12-13.{{استشهاد بدورية محكمة}}:  صيانة الاستشهاد: أسماء متعددة: قائمة المؤلفين (link)